# Titicacameer
Het Titicacameer is het grootste meer van Zuid-Amerika, met een oppervlakte van 8340 km². Het ligt in de Andes tussen Peru en Bolivia op 3.812 meter boven de zeespiegel, en is het hoogste commercieel bevaarbare meer ter wereld. De diepte is gemiddeld 160 meter, maximaal 280 meter.
Er monden 25 rivieren in het Titicacameer uit, maar geen hiervan is van bijzondere betekenis. In het meer liggen 41 eilanden. Sommige hiervan zijn dichtbevolkt. De bekendste eilanden zijn Isla del Sol, Amantaní en Taquile.
Het meer is in twee delen verdeeld, een kleiner meer ten zuidoosten van het hoofdmeer is via de Straat van Tiquina met de rest van het meer verbonden. Het water van het Titicacameer is licht zout. Het meeste water dat met de rivieren het meer binnenkomt, verdwijnt door verdamping. Slechts een klein deel van het water verlaat het meer via de rivier Desaguadero om via het Poopomeer (dat veel zouter is) uit te monden op de zoutvlaktes van Uyuni (Salar de Uyuni en Salar de Coipasa), waar het water geheel verdampt en het zout achterblijft.
Het westen van Bolivia en het zuidoosten van Peru liggen op een grote hoogvlakte (Hoogland van Bolivia). Het water stroomt nergens af naar de oceaan waardoor rivieren zich nooit diep in hebben kunnen snijden. Over de jaren heen kan het niveau van het meer sterk variëren. In 1986 was het niveau zo hoog dat veel overstromingen optraden. In drogere perioden staat het water soms wel zes meter lager.
Sinds Bolivia in 1884 zijn kuststrook aan Chili verloor (zie: Salpeteroorlog), oefent de Boliviaanse Marine in het Titicacameer.

## Uros
Bekend zijn de Uroseilanden, rieteilanden van de Uros-indianen. Deze eilanden zijn gemaakt van riet (totorariet) dat langs de oevers van het Titicacameer groeit. Circa 40 eilanden worden bewoond. De bewoners maken van alles van riet: huizen, huisraad, boten enzovoort. Als de waterstand hoog is, drijven deze eilanden. Zodra het riet aan de onderkant vergaat, wordt een nieuwe laag toegevoegd. Oorspronkelijk waren deze eilanden het toevluchtsoord van de Uros-indianen voor de oprukkende Inca's. Tegenwoordig leven de Uros van de toeristen, die vanuit Puno de eilanden bezoeken.

## Archeologie
Niet ver van het meer liggen de ruïnes van de stad Tiwanaku, die zijn bloeitijd kende tussen 500 en 1000 n.Chr. Een deel van de ruïnestad ligt onder de waterspiegel.
In 2013 vonden archeologen uit België meer dan tweeduizend voorwerpen in een sediment in het meer, zoals beeldhouwwerken en gouden sieraden. Er zaten eeuwenoude voorwerpen bij van de Inca's en de Tiahuanacu, en voorwerpen uit de 19e en 20e eeuw.

## Galerij

Uros-Indiaanse in een rieten boot op het Titicacameer
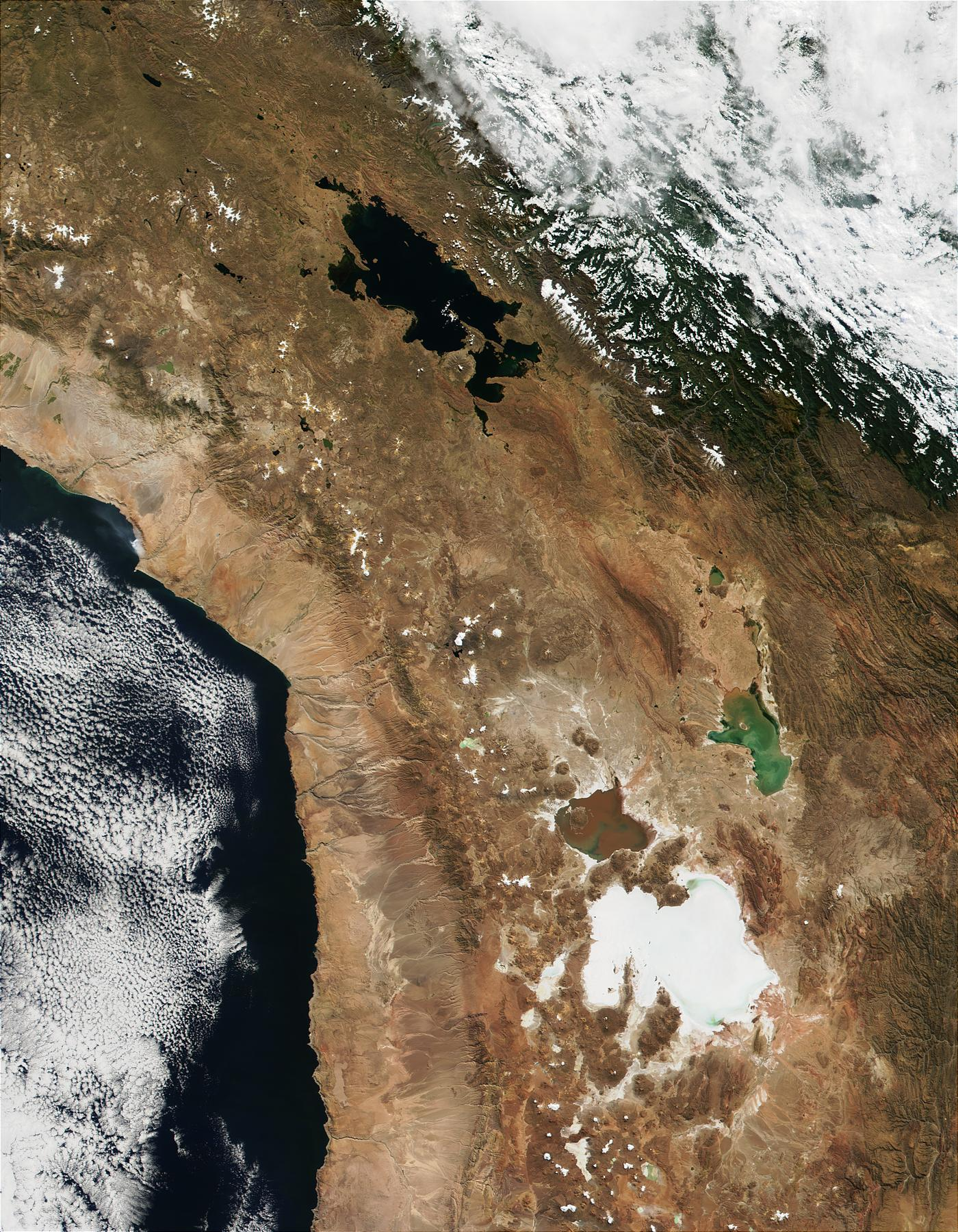
Satellietfoto Titicacameer
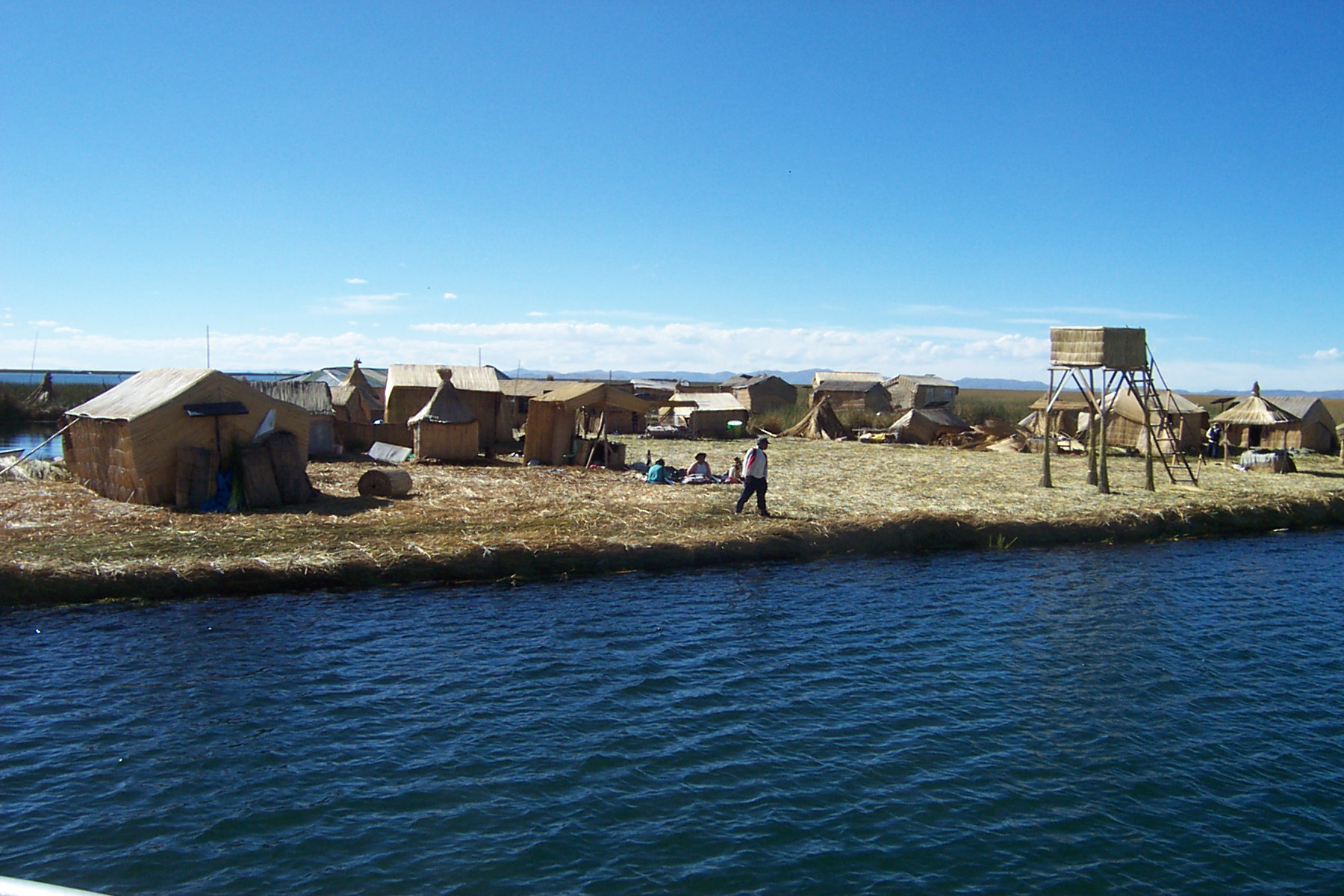
Uros-eiland